# Stefan Wallner

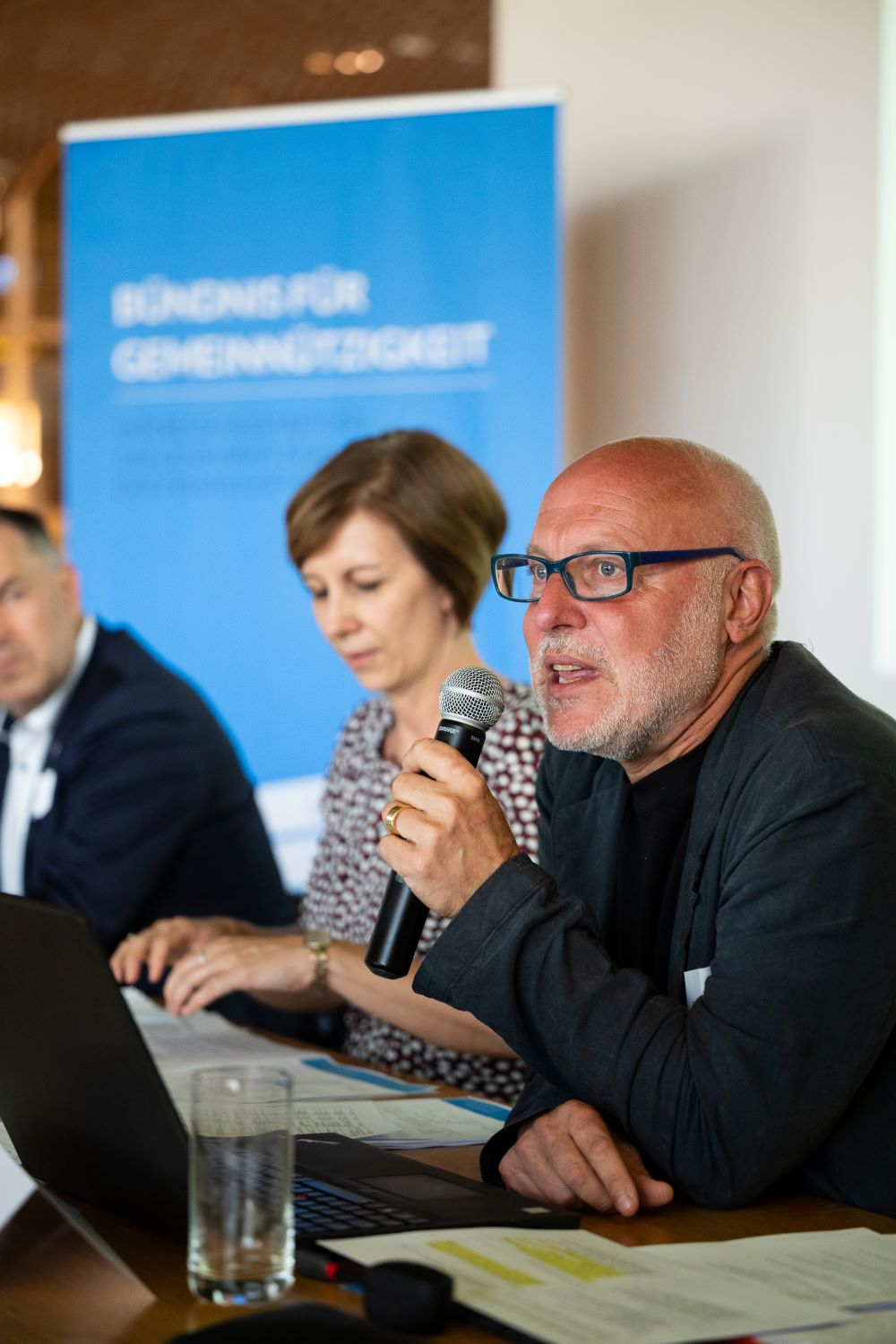
Stefan Wallner (2024)

Stefan Wallner (* 2. Juli 1971 in Graz) ist ein österreichischer NGO-Manager, Interessenvertreter gemeinnütziger Organisationen und ehemaliger Politiker der Grünen. 
Seit 2023 ist der ehemalige Generalsekretär der Caritas Österreich Geschäftsführer des Bündnis für Gemeinnützigkeit – der 2022 gegründeten Interessenvertretung des gemeinnützigen Sektors und der Freiwilligenorganisationen.

## Leben
Wallner absolvierte das Akademische Gymnasium in Graz. Anschließend schloss er das Studium der Politikwissenschaft und der Geschichte in Wien ab. Er war 1992/93 Generalsekretär der Katholischen Hochschuljugend und 1995 bis 1998 wissenschaftlicher Projektmitarbeiter im Themenbereich Sozialpolitik bei der Julius-Raab-Stiftung. In diesem Rahmen hat er zwei Studien zum Thema Armut in Österreich veröffentlicht. Nach dem Zivildienst 1996/97 bei der Caritas blieb er dort als Sozialexperte tätig und war von 1999 bis 2009 Generalsekretär der Caritas Österreich. Im November 2009 verließ er diesen „Traumjob“, um „mit den Grünen eine ‚Liebesheirat, keine Vernunftehe‘ einzugehen“.
Am 4. Dezember 2009 wurde Wallner im Erweiterten Bundesvorstand der Grünen zu deren Bundesgeschäftsführer gewählt. Er folgte damit in dieser Funktion Michaela Sburny nach. Im November 2014 wurde er nach erfolgreichen Landtags- und Nationalratswahlkämpfen erneut als Bundesgeschäftsführer wiedergewählt. Einen Tag nach der Bundespräsidentenwahl in Österreich 2016, bei welcher der von den Grünen unterstützte Kandidat Alexander Van der Bellen als Sieger hervorging, kündigte Wallner am 5. Dezember 2016 gegenüber der Austria Presse Agentur ohne Angabe von Gründen seinen politischen Rückzug per Jahresende 2016 an. Robert Luschnik wurde zu seinem Nachfolger gewählt.
Stefan Wallner war 2006 wesentlich an der Gründung der Zweiten Sparkasse, einer Kooperation von Erste Bank und Sozialorganisationen beteiligt. Er leitete von 2017 bis Februar 2020 den Bereich Brand Management and Company Transformation der Erste Group und war bis zum Ausscheiden von Andreas Treichl als CEO für die Markensteuerung in der gesamten Bankengruppe verantwortlich.
Danach war er zu Beginn der Coronapandemie von März 2020 bis Mai 2020 Generalsekretär im Bundesministerium für Soziales, Gesundheit, Pflege und Konsumentenschutz. Mit Juni 2020 übernahm er die Funktion des Kabinettschefs im Bundesministerium für Kunst, Kultur, öffentlichen Dienst und Sport. Als Generalsekretärin im Bundesministerium für Soziales, Gesundheit, Pflege und Konsumentenschutz folgte ihm Ines Stilling nach. Im April 2022 gab Wallner seinen Ausstieg aus der Politik bekannt. Als Kabinettchef folgte ihm Georg Günsberg.
Von Juni bis Dezember 2022 koordinierte Stefan Wallner die Ukraine-Hilfe für Nachbar in Not und kehrte damit zu seinen Wurzeln im NGO-Bereich zurück.
Seit Anfang 2023 ist er Geschäftsführer des Bündnis für Gemeinnützigkeit. Die Interessenvertretung des gemeinnützigen Sektors und der Freiwilligenorganisationen vertritt seit 2022 mehr als 3000 Organisationen sowie hunderttausende Freiwillige und setzt sich für bessere Rahmenbedingungen und mehr Zusammenhalt im Sektor ein. Stefan Wallner hat mit dem Bündnis für Gemeinnützigkeit federführend das Gemeinnützigkeitspaket 2023 verhandelt, bei dem es um die steuerliche Begünstigung gemeinnütziger Tätigkeiten geht.